# Mistrzostwa Afryki U-19 w Piłce Ręcznej Kobiet 1988
Mistrzostwa Afryki U-19 w Piłce Ręcznej Kobiet 1988 – piąte mistrzostwa Afryki U-19 w piłce ręcznej kobiet, oficjalny międzynarodowy turniej piłki ręcznej o randze mistrzostw kontynentu organizowany przez CAHB mający na celu wyłonienie najlepszej złożonej z zawodników do lat dziewiętnastu żeńskiej reprezentacji narodowej w Afryce. Odbył się wraz z mistrzostwami U-20 mężczyzn w 1988 roku w Tunisie. Tytułu zdobytego w 1986 roku broniła reprezentacja Nigerii. Mistrzostwa były jednocześnie eliminacjami do MŚ 1989.

## Klasyfikacja końcowa
| Miejsce | Reprezentacja | Uwagi          |
| ------- | ------------- | -------------- |
| złoto   | Nigeria U-19  | –              |
| srebro  | Algieria U-19 | awans: MŚ 1989 |
| brąz    | Angola U-19   | –              |